# Курсов, Павел Ильич
Па́вел Ильи́ч Ку́рсов (5 декабря 1908, д. Кутюк-Кинер, Царевококшайский уезд, Казанская губерния, Российская империя, ныне Моркинский район, Республика Марий Эл, Россия — 5 марта 2006, Рига, Латвия) — марийский советский военачальник, герой Великой Отечественной войны. В годы Великой Отечественной войны — начальник штаба 129-й Орловской Краснознамённой ордена Кутузова стрелковой дивизии, гвардии полковник (1945). Почётный гражданин Залегощенского района Орловской области (1969).

## Биография
Из многодетной марийской крестьянской семьи. После окончания начальной школы в 1917 году и школы колхозной молодёжи работал в хозяйстве родителей. Летом 1924 года вступил в РКСМ, возглавлял комсомольскую ячейку Кожлаерского сельсовета родного района. С 1928 года — бригадир лесорубов Мушмаринского леспромхоза, лесной приказчик и заведующий лесным складом на ст. Суслонгер Казанской железной дороги.
Осенью 1930 года был призван в ряды в РККА. Закончил полковую школу младших командиров в городе Ростов Ярославской области, затем в 1935 году — Киевскую объединённую военную школу им. С. Каменева. В звании лейтенанта был направлен в город Бердичев, где в 100-й стрелковой дивизии стал командиром учебного взвода полковой школы 300-го стрелкового полка.
В 1939 году стал членом КПСС. С 1939 года — слушатель Военной академии им. М. В. Фрунзе, с июля 1941 года — в штабе 32-й армии по организации ополчения, сооружению Можайской линии обороны. С октября 1941 года — начальник оперативного отделения 2-й Московской коммунистической стрелковой дивизии (с 1942 года — 129 дивизия, с 1943 года — Орловская Краснознамённая стрелковая дивизия). Участник парада 7 ноября 1941 года на Красной площади в Москве. В июне 1941 года, являясь слушателем 3-го курса академии, находился на стажировке в городе Ковель Западной Украины. Всю войну находился на фронте: защищал Москву, сражался на Северо-Западном фронте, освобождал от немецко-фашистских захватчиков Орловщину, Белоруссию, Польшу, громил врага на территории фашистской Германии. Дослужился до гвардии полковника (1945). Встречался с Г. К. Жуковым, К. К. Рокоссовским, И. Д. Черняховским, И. Х. Баграмяном и др.
В послевоенный период проживал в Риге (Латвийская ССР), где после окончания Военной академии им. Фрунзе с 1949 года служил сначала начальником штаба гвардейского соединения, а потом начальником объединённых курсов усовершенствования офицерского состава Прибалтийского военного округа. В 1958 году вышел в отставку.
Часто приезжал на малую Родину, в д. Кутюк-Кинер ныне Моркинского района Марий Эл, занимался военно-патриотическим воспитанием молодого поколения, проводя встречи с детьми и молодёжью.
Решением Залегощенского исполкома райсовета депутатов трудящихся от 7 марта 1969 года Курсову Павлу Ильичу присвоено звание «Почётный гражданин Залегощенского района».
Был автором мемуаров «За тебя, крылатый город!» (1969), «От Москвы до Эльбы» (1973), «Потомкам в наследство» (1982), «Память сердца» (1998). Его статьи часто публиковались в газетах Латвии, Марийской АССР, Орловской и других областей, в центральных изданиях страны. Также издал 7 буклетов об участии его дивизии в основных стратегических операциях советских войск в годы Великой Отечественной войны.
Умер 5 марта 2006 года в Риге, похоронен там же.

## Награды и звания
- Орден Ленина (30.12.1956)[7]
- Орден Красной Звезды (16.07.1942; 06.11.1945)[7]
- Орден Красного Знамени (20.07.1944; 15.02.1945; 15.11.1950)[7]
- Орден Отечественной войны I степени (01.09.1943; 1985)
- Орден «Крест Храбрых» (Польша)[3]
- Медаль «За боевые заслуги» (03.11.1944)
- Медаль «За оборону Москвы» (01.05.1944)
- Медаль «За освобождение Варшавы»[3]
- Медаль «За Победу над Германией в Великой Отечественной войне 1941—1945 гг.» (09.05.1945)[7]
- Гвардии полковник (1945)[4]
- Почётный гражданин Залегощенского района Орловской области (1969)[5]
- Согласно некоторым источникам[3], являлся также почётным гражданином Белостока (Польша), однако, по состоянию на 2020 год, имя Павла Курсова отсутствует в официальном списке почётных граждан города[8].

## Память
- В память о Герое с 2003 года в Моркинской средней школе № 6 Республики Марий Эл работает школьный краеведческий музей им. П. И. Курсова и зал Боевой Славы[3].
- В 2005 году имя П. И. Курсова присвоено кадетам Моркинской средней школы № 6[2].
- В 2010 году на здании Моркинской средней школы № 6 открыта мемориальная доска[3].
- Его имя — в Книгах Почёта колхозов «Рассвет» и «Победа» ныне Моркинского района Марий Эл[3].